# Zespół Szkół nr 2 im. Grzegorza z Sanoka w Sanoku

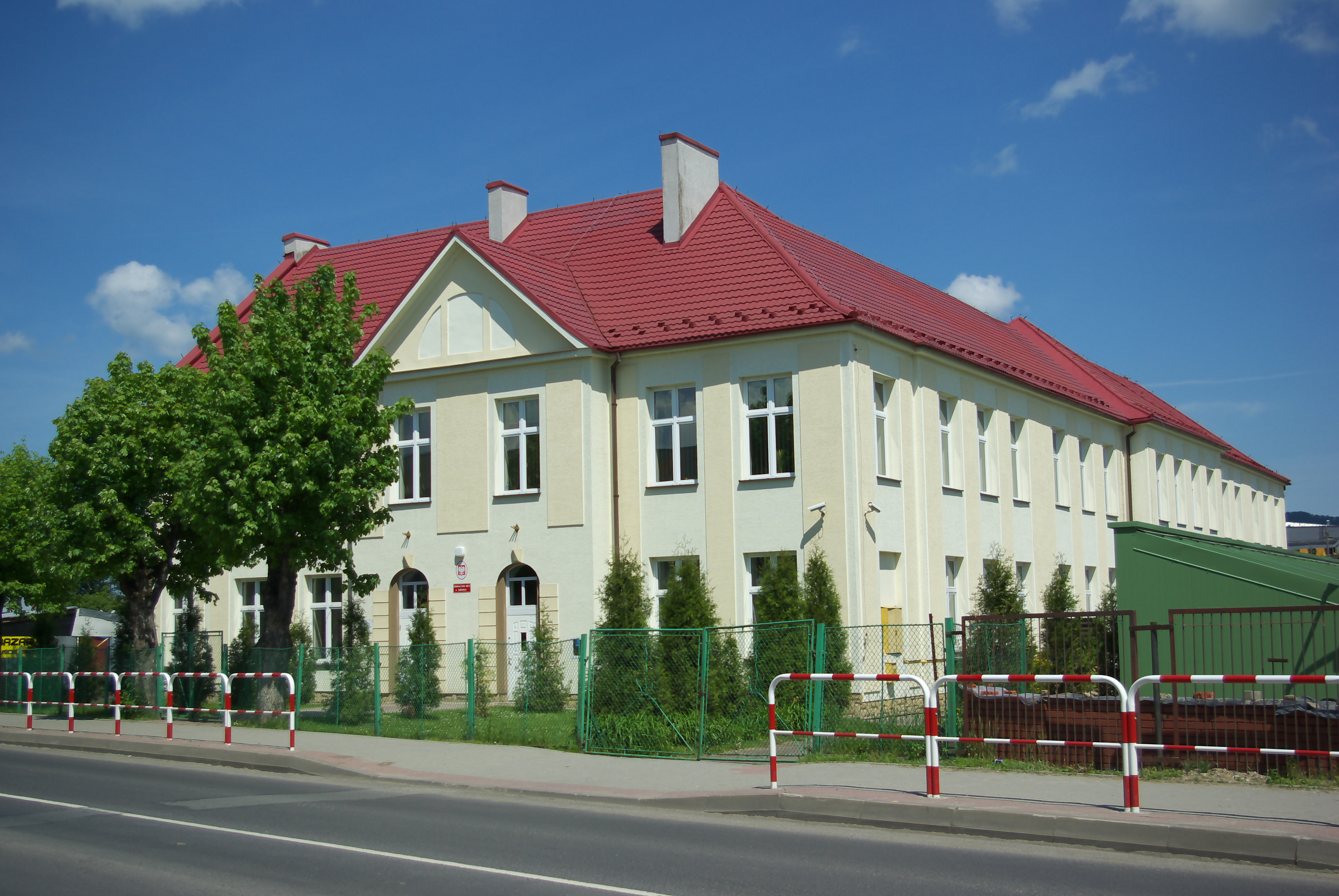
Pierwotny budynek szkoły (późniejsza Szkoła Podstawowa nr 6), obecnie gimnazjum nr 3

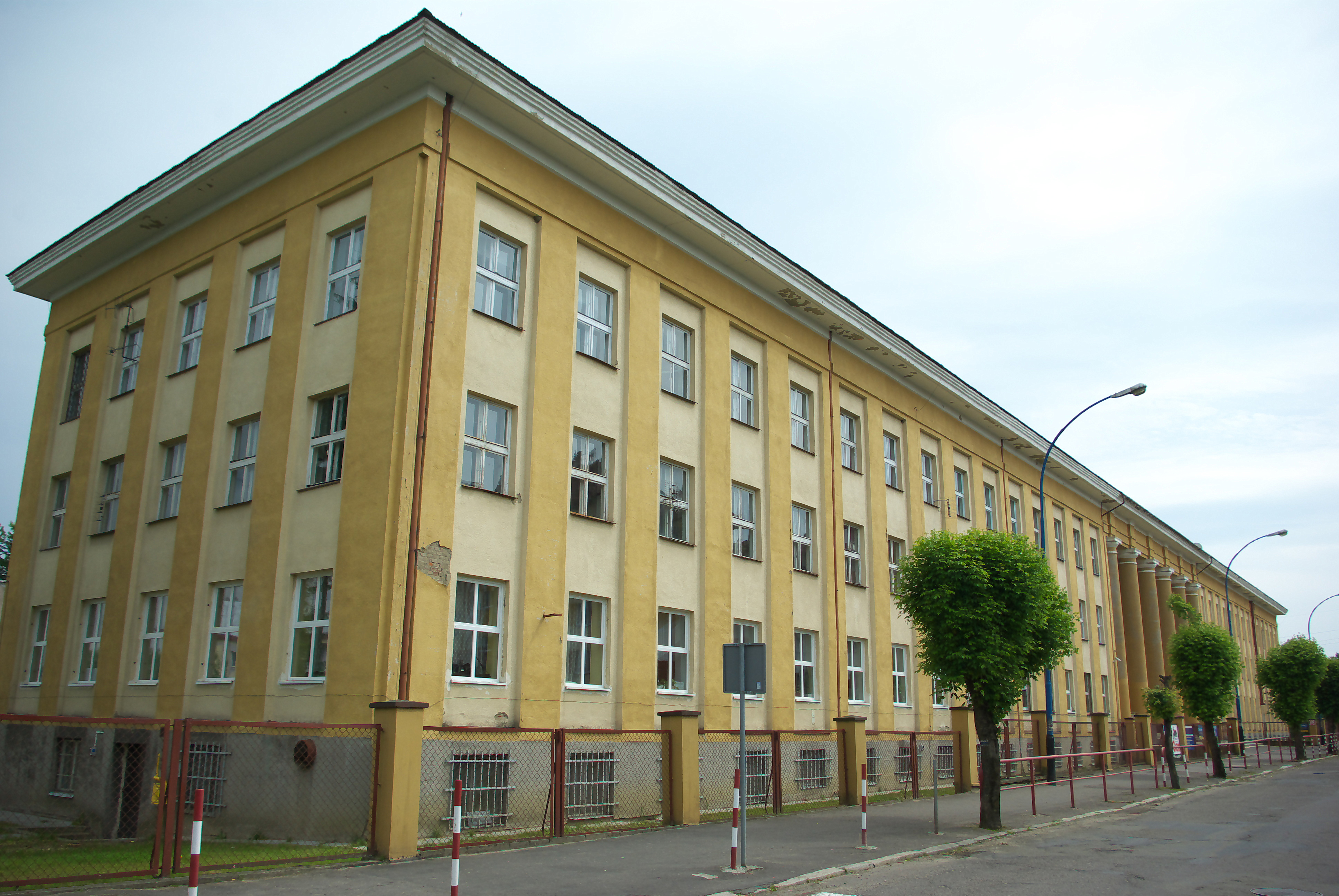
Widok budynku szkoły od północy

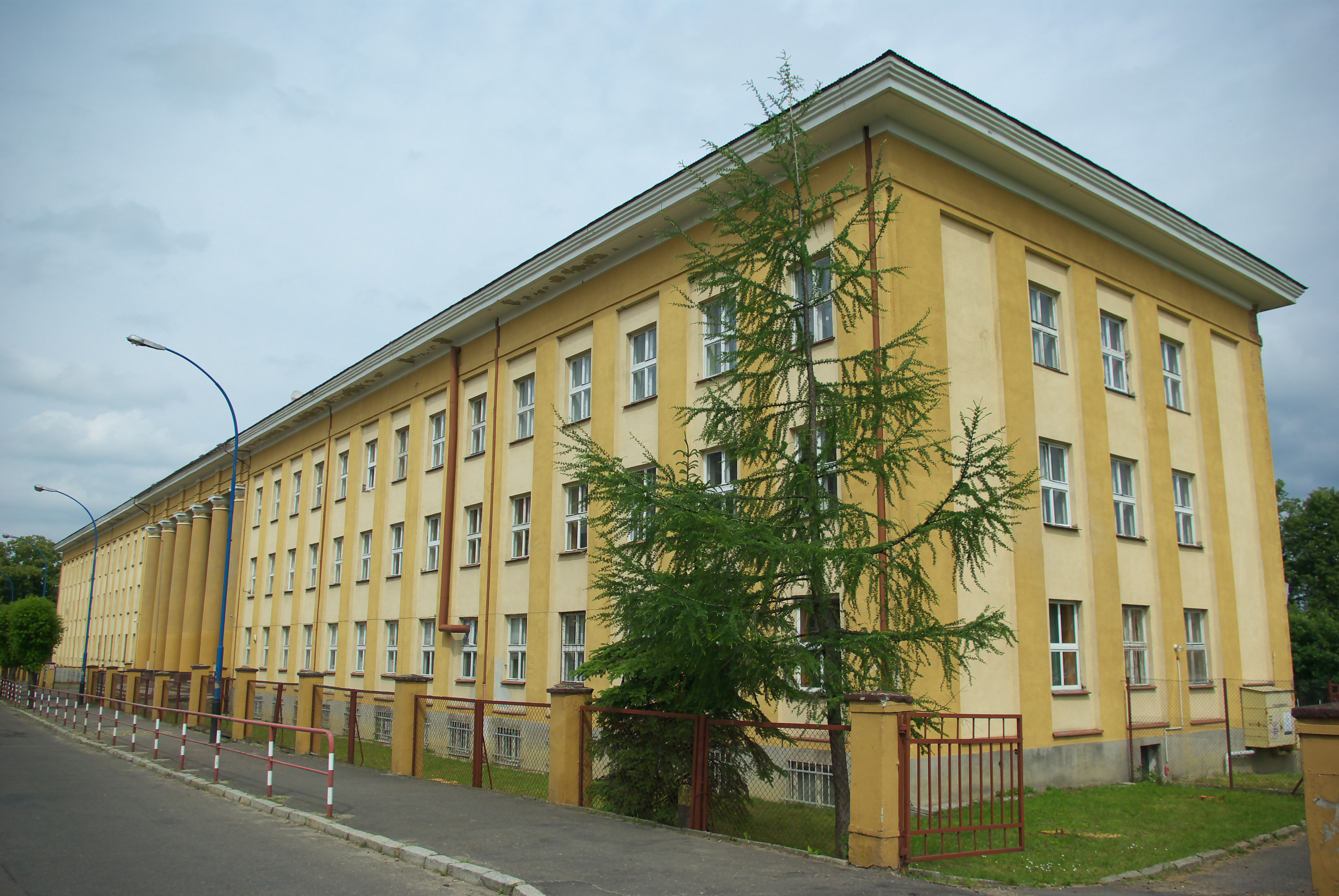
Widok budynku szkoły od południa

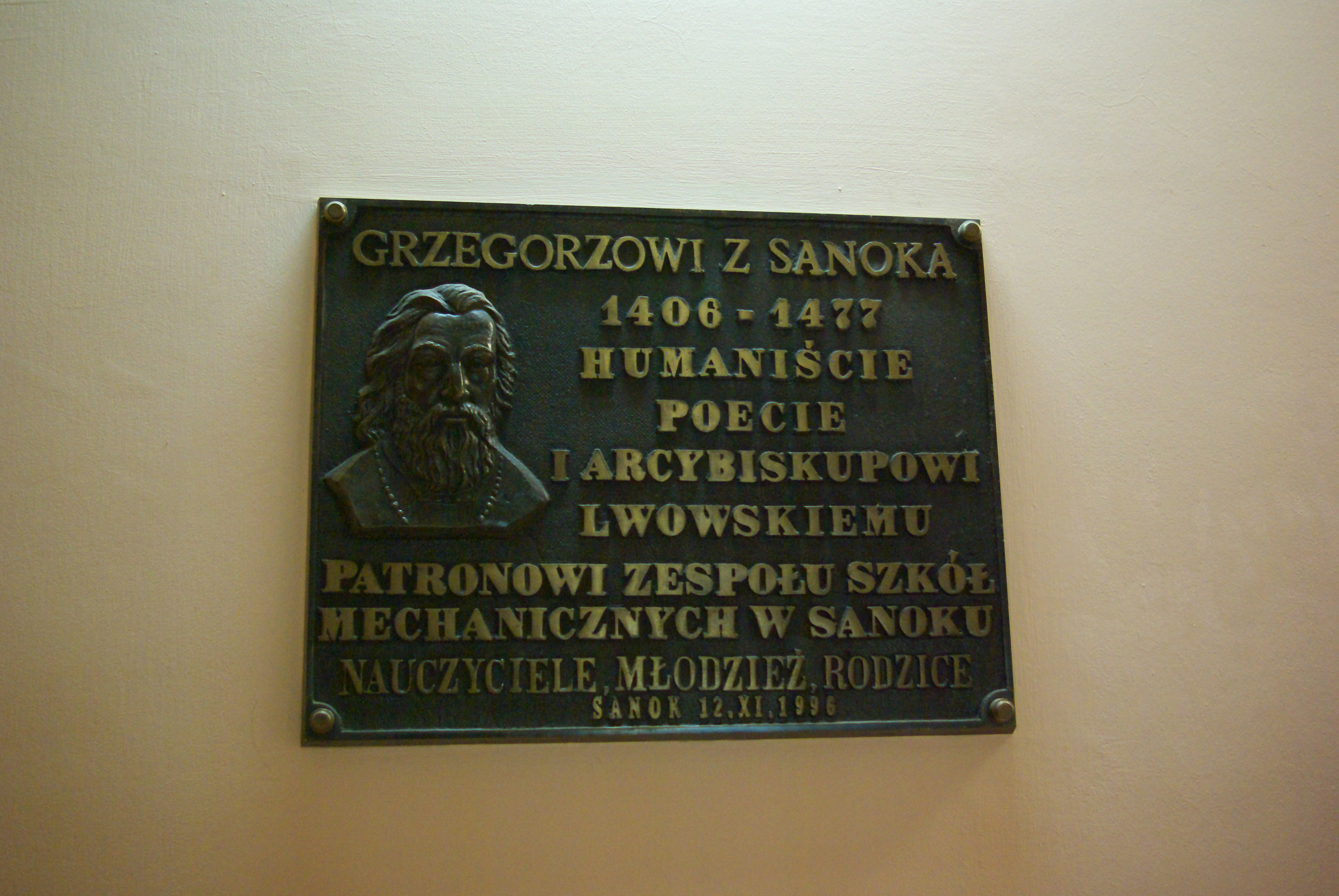
Tablica pamiątkowa poświęcona Grzegorzowi z Sanoka

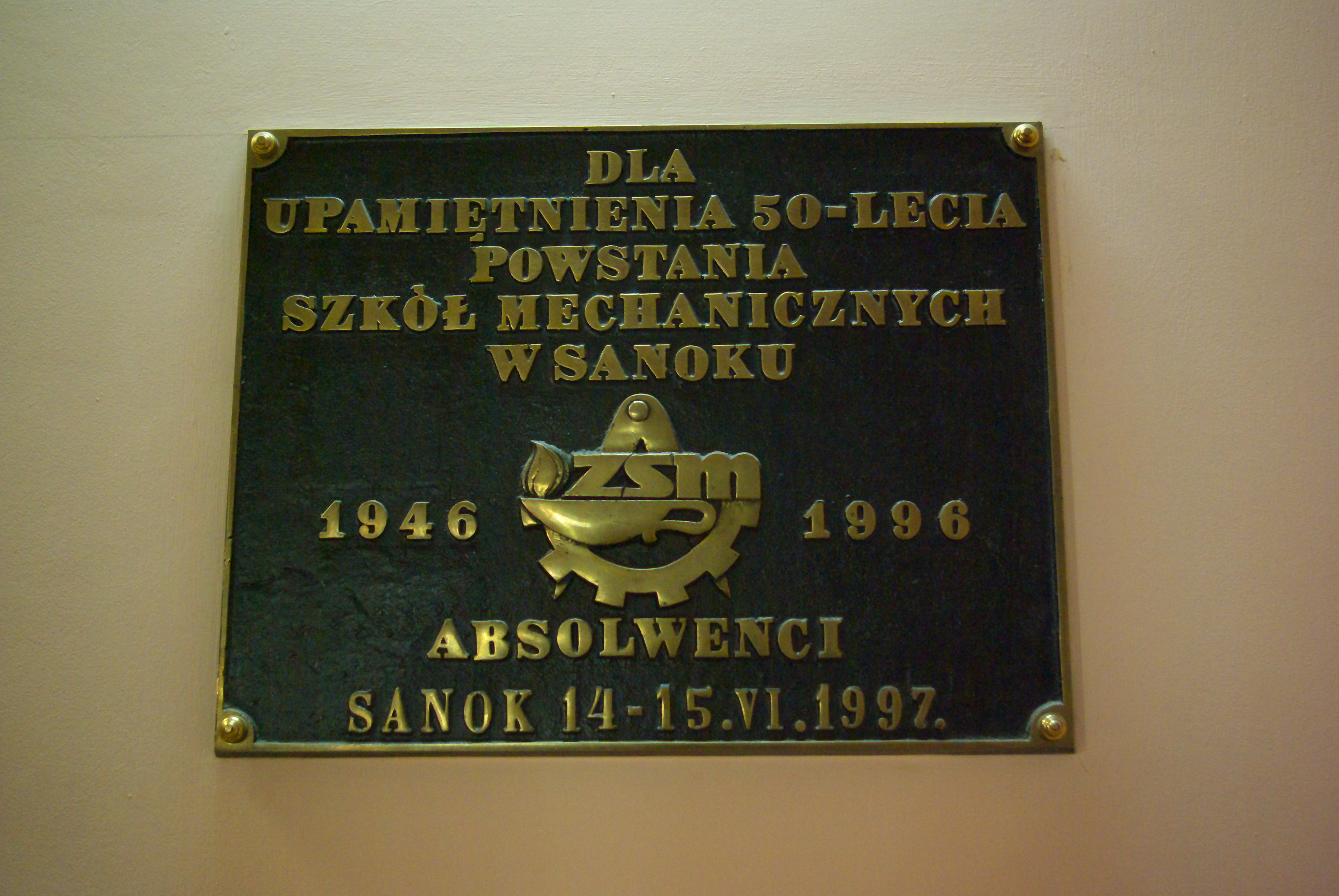
Tablica pamiątkowa z okazji jubileuszu 50-lecia szkoły 1946–1996

Zespół Szkół nr 2 im. Grzegorza z Sanoka w Sanoku – zespół szkół ponadgimnazjalnych w Sanoku.

## Historia
Po II wojnie światowej na wniosek dyrektora sanockiej Fabryki Wagonów Filipa Schneidera z 29 maja 1946 skierowany do Zjednoczenia Przemysłu Taboru i Sprzętu Kolejowego „Tasko”, 6 czerwca 1946 Henryk Rzędowski (1885–1961) wydał zezwolenie na utworzenie trzyletniej Szkoły Przemysłowej przy Fabryce Wagonów w Sanoku, a Schneider był następnie współorganizatorem jej infrastruktury. Oficjalna inauguracja nastąpiła 3 września 1946, a dyrektorem został Władysław Dziduszko. Początkowo szkoła funkcjonowała w kantynie fabrycznej w dzielnicy Posada, egzaminy odbywały się w Szkole Powszechnej im. Klementyny Hoffmanowej (późniejsza SP nr 5) i prowadzono dwa kierunki kształcenia (w tym zawodu ślusarza). Po roku władze miasta sprzedały na rzecz szkoły budynek byłego domu gminnego Posady Olchowskiej przy ulicy Kazimierza Lipińskiego 71, powstało w nim 7 sal lekcyjnych i tam prowadzono naukę od 24 września 1947 (ponadto nauka była prowadzona nieopodal, w budynku fabrycznym przy ulicy Okrzei). W tym czasie półinternat działał w Domu Robotniczym. Od 1947 szkoła nosiła nazwę Państwowe Gimnazjum Przemysłowe. W roku szkolnym 1949/1950 funkcjonowały w placówce Państwowa Szkoła Przemysłowa, Państwowe Gimnazjum Mechaniczne i Państwowe Liceum Mechaniczne (od 1949). W 1956 szkoła przeszła pod zarząd Ministerstwa Oświaty, zaś Sanocka Fabryka Autobusów nadal sprawowała nad nim rolę wspierającą. Wobec narastających braków lokalowych miasto przekazało teren areału pod nazwą „Leśniczówka” i na tym terenie w latach 1951–1960 została wybudowana nowa, istniejąca do dziś siedziba szkoły przy ulicy Stróżowskiej 15. Oddany do użytku 8 marca 1960 budynek miał  powierzchnię 33 000 m² i został największym gmachem szkolnym zarówno w Sanoku, jak i w okolicznych powiatach. W 1964 uruchomiono warsztaty szkolne. W tym samym roku, na podstawie zarządzenia Ministerstwa Oświaty z 23 maja 1963 szkoła Technikum Mechaniczne otrzymała w nazwie patronat gen. Karola Świerczewskiego.
W 1963 przy ZSM utworzono punkt konsultacyjny Wydziału Mechanicznego Politechniki Krakowskiej, stanowiący pierwszy ośrodek akademicki w Sanoku, w którym od 1975 prowadzono studia magisterskie; po czym zostały także utworzone punkty konsultacyjne Akademii Ekonomicznej w Krakowie i Politechniki Rzeszowskiej.
W 1975 w wyniku fuzji wszystkich typów szkół powstał Zespół Szkół Mechanicznych. W połowie 1976 odchodzono 30-lecie istnienia szkoły. Wówczas ZSM był największą szkołą w mieście. W 1987 przypadł jubileusz 40-lecia istnienia szkoły. 2 listopada 1996 odbył się zjazd jubileuszowy z okazji 50-lecia istnienia szkoły, w ramach którego szkoła przyjęła patronat Grzegorza z Sanoka. W 1996 ukazała się także monografia pt. Zespół Szkół Mechanicznych w Sanoku 1946–1996, której autorem był nauczyciel i dyrektor szkoły, Stanisław Dydek. W wyniku reorganizacji systemu szkolnictwa z 1999, 1 września 2002 został powołany Zespół Szkół Ponadgimnazjalnych, a następnie Zespół Szkół nr 2 im. Grzegorza z Sanoka.
W Technikum Mechanicznym zapoczątkowała istnienie Zasadnicza Szkoła Zawodowa Sanockiej Fabryki Autobusów, zainaugurowana 1 września 1961. W roku szkolnym 1964/65 nastąpiło usamodzielnienie szkoły. W 1974 szkoła została wyodrębniona w Zespół Szkół Zawodowych SFA i przeniesiona do odrębnej siedziby, nieopodal przy ulicy Stróżowskiej 16. Od 1991 funkcjonowała pod nazwą Zespół Szkół Technicznych, w 2002 została przemianowana na Zespół Szkół nr 3, w 2010 na Zespół Szkół nr 3 im. Walentego Lipińskiego i Mateusza Beksińskiego w Sanoku.
W dniach 16–17 czerwca 2007 odbył się zjazd koleżeński absolwentów szkoły. W 2016 w szkole obchodzono jubileusz 70-lecia istnienia
Szkoła na przestrzeni lat zyskała przydomek „sanocka (bądź podkarpacka) Sorbona”.

## Sport
W październiku 1953 nauczyciel wychowania fizycznego Edward Lichnowski wraz z dyrektorem szkoły Stanisławem Potockim powołali klub sportowy przy Technikum Budowy Samochodów, początkowo o charakterze szkolnym, później przemianowany na Międzyszkolny Klub Sportowy „Zryw” Sanok. Prowadzona przez Edwarda i Wandę Lichnowskich siatkarska drużyna MKS Zryw Sanok, złożona z uczniów ZSM, w styczniu 1969 zdobyła mistrzostwo juniorów okręgu rzeszowskiego, w lutym 1969 wygrała turniej półfinałowy rozegrany w Sanoku, po czym w marcu 1969 zwyciężyła w turnieju finałowym w Przemyślu zdobywając złoty medal mistrzostw Polski juniorów w 1969 (w decydującym meczu Zryw pokonał MKS MDK Warszawa 3:2) (w składzie zespołu był m.in. Krzysztof Kosim). Równolegle drużyna MKS Zryw Sanok w sezonie 1968/1969 zdobyła mistrzostwo ligi okręgowej.

## Upamiętnienia
W hallu głównym gmachu szkoły zostały ustanowione tablice pamiątkowe:
- Tablica upamiętniająca patrona szkoły Grzegorza z Sanoka z inskrypcją: Grzegorzowi z Sanoka 1406–1477. Humaniście poecie i arcybiskupowi lwowskiemu, patronowi Zespołu Szkół Mechanicznych w Sanoku. Nauczyciele, młodzież, rodzice 12.XI.1996. Odsłonięta 12 listopada 1996 roku podczas jubileuszu 50-lecia istnienia szkoły[27]. Projektantem był Waldemar Rokowski[28].
- Tablica pamiątkowa o treści: Dla upamiętnienia 50-lecia powstania Szkół Mechanicznych w Sanoku 1946–1996 Absolwenci. Sanok 14–15 VI 1997. Została wykonana na zjazd absolwentów Technikum Mechanicznego w dniu 14 czerwca 1997 roku. Tablicę zaprojektował i wykonał Stanisław Czajka[29]. Tablicę poświęcił ks. Kazimierz Pszon[30].
- Tablica poświęcona gen. Karolowi Świerczewskiemu[31]. Została odsłonięta 28 marca 1977 w 30 rocznicę jego śmierci generała, a odsłonięcia dokonała jego córka Antonina)[32][33][34][35]. Tablica została usunięta w 1989[36].

## Dyrektorzy
- Władysław Dziduszko (1946–1952)
- Stanisław Potocki (1952–1955)
- Stanisław Dydek (1955–1959)
- Wacław Machnik (1959–1968)
- Stanisław Prokop (1969–1990)
- Stanisław Kwiatkowski (1990–24.09.1999)[37]
- Marian Kuzicki (27.09.1999–2015)
- Jowita Nazarkiewicz (1 września 2015–2023)[38][39]
- Bożena Chabros-Jaklik (2023-)

## Nauczyciele i pracownicy
- Andrzej Grasela – zastępca dyrektora 1947-1953
- Józef Bogaczewicz – nauczyciel chemii 1947-1949
- Franciszek Wanic – nauczyciel 1948-1953
- Mieczysław Majewski – nauczyciel przedmiotów zawodowych 1951-1965
- Jan Świerzowicz – nauczyciel języka polskiego i rosyjskiego 1951–1953 i 1958–1963
- dr Maria Kril – nauczycielka historii w latach 1950–1952
- Franciszek Moszoro – nauczyciel 1953-1955
- Edward Lichnowski – nauczyciel wychowania fizycznego w latach 1952–1984, trener
- Wanda Lichnowska – nauczycielka wychowania fizycznego w latach 1961–1984, trenerka drużyny siatkarskiej MKS Zryw Sanok
- Bolesław Pastuszak – pracownik szkoły od 1954, nauczyciel, kierownik warsztatów
- Jadwiga Zaleska – kierowniczka biblioteki szkolnej 1953–1964
- Maria Bieńkowska – nauczycielka 1956-1960
- Benedykt Gajewski – nauczyciel 1957
- Ryszard Borowiec – nauczyciel 1958-1959
- Tadeusz Wojtowicz – nauczyciel 1958-1959
- płk Bronisław Kuzio – nauczyciel 1978-1980
- Aleksander Ćwiertnia
- Mieczysław Habrat – nauczyciel matematyki, fizyki
- Stanisław Potocki – nauczyciel wychowania fizycznego od 1946 do 1971
- Wojciech Sołtys – nauczyciel historii w latach 1953–1985[40]
- Jerzy Tarnawski – nauczyciel historii, geografii i w. o s. od 1973 do 1982 oraz od 1989
- Leszek Ciuk – nauczyciel wychowania fizycznego od 1990 1995
- Piotr Uruski – nauczyciel 2002–2004[41]

## Absolwenci
Absolwenci zostali wskazani w kolejności chronologicznej ukończenia kształcenia. Na podstawie materiałów źródłowych:
- Mieczysław Majewski – nauczyciel (1949: zawód ślusarz, 1951: technik mechanik o specjalności technolog)
- Stanisław Spyra – szpadzista, trener szermierki (1949: zawód ślusarza, 1951: technik mechanik o specjalności technolog)
- Zdzisław Prusiecki – pracownik Autosanu, działacz partyjny (1951: zawód ślusarz, 1952 technik mechanik o specjalności normowanie pracy w przemyśle metalowym)
- Tadeusz Nowakowski – bokser (1952: zawód ślusarz maszynowy)
- Tadeusz Zoszak – pracownik Autosanu (1952: zawód ślusarz, później technikum wieczorowe)
- Edward Tomczak – żołnierz, pracownik Autosanu (1953: technik mechanik o specjalności budowa samochodów)
- Wilhelm Rzeszutko – oficer, wykładowca (1956: technik mechanik o specjalności budowa samochodów)
- Jan Skarbowski – pracownik Autosanu, nauczyciel, działacz partyjny (1957: technik mechanik o specjalności budowa samochodów)
- Bronisław Żołnierczyk – duchowny rzymskokatolicki, działacz społeczny, krajowy duszpasterz bezdomnych (1958: technik mechanik o specjalności budowa samochodów)
- Zygmunt Haduch-Suski – profesor, wykładowca na Uniwersytecie w Monterrey, specjalista trybologii (1958: technik mechanik o specjalności obróbka skrawaniem)
- Stanisław Czekański – polityk (1959: technik mechanik o specjalności obróbka skrawaniem)
- Jarosław Hnizdur – oficer (1959: technik mechanik o specjalności obróbka skrawaniem)
- Andrzej Kruczek – inżynier, dyrektor SFA Autosan od 1983[44] (1959: technik mechanik o specjalności obróbka skrawaniem)[45]
- Andrzej Wojtkowski – oficer (1959: technik mechanik o specjalności budowa samochodów)
- Walerian Sowa – generał brygady Wojska Polskiego (1961: technik mechanik o specjalności spawalnictwo)
- Bronisław Kielar – inżynier mechanik, nauczyciel, działacz sokoli (1962: zawód blacharz; 1966: technik mechanik o specjalności obróbka skrawaniem)
- Leonard Kabala – polityk, działacz partyjny, radny MRN w Sanoku (1963: technik mechanik o specjalności obróbka skrawaniem)
- Zbigniew Osenkowski – projektant pojazdów mechanicznych, grafik, publicysta, działacz kultury (1963: technik mechanik o specjalności obróbka skrawaniem)
- Stanisław Osika – oficer (1963: technik mechanik o specjalności obróbka skrawaniem)
- Ludwik Błaż – profesor AGH w Krakowie (1965: technik mechanik o specjalności obróbka skrawaniem)[46]
- Jan Sieniawski – profesor, wykładowca na Politechnice Rzeszowskiej (1966: technik mechanik o specjalności spawalnictwo)
- Marian Szczerek – profesor, wykładowca Politechniki Radomskiej (1969: technik mechanik o specjalności obróbka skrawaniem)
- Krzysztof Kosim – siatkarz (1969: technik mechanik o specjalności obróbka skrawaniem)
- Andrzej Krzanowski – dyrektor Autosanu (1970: technik mechanik o specjalności naprawa i eksploatacja pojazdów samochodowych)[46]
- prof. dr inż. Maria Słomiana – wykładowca inżynierii mechanicznej w Widener University w Chester (1970: technik mechanik o specjalności naprawa i eksploatacja pojazdów samochodowych)[46]
- Zbigniew Daszyk – burmistrz Sanoka, wicestarosta powiatu sanockiego, radny Sanoka (1973: technik mechanik o specjalności obróbka skrawaniem)
- Ryszard Kulman – pracownik Autosanu, poeta (1973: technik mechanik o specjalności obróbka skrawaniem)
- Witold Przybyło – inżynier, naczelnik, burmistrz i wiceburmistrz Sanoka (1973: technik mechanik o specjalności obróbka skrawaniem)
- Stanisław Fal – działacz spółdzielczy, polityk, poseł na Sejm RP (1974: technik mechanik o specjalności obróbka skrawaniem)
- Marek Łęcki – pracownik Autosanu, dyrektor Stomil Sanok (1974: technik mechanik o specjalności obróbka skrawaniem)
- Kazimierz Malinowski – franciszkanin konwentualny, prowincjał (1975: technik mechanik o specjalności obróbka skrawaniem)
- Wacław Krawczyk – nauczyciel, samorządowiec, starosta sanocki (1975: zasadnicza szkoła zawodowa o specjalności tokarz)[47]
- Ryszard Pacławski – prawnik, Naczelnik ZHP (1978: technik mechanik o specjalności obróbka skrawaniem)
- Bogdan Augustyn – założyciel i wokalista grupy muzycznej KSU, historyk (1980: technik mechanik o specjalności obróbka skrawaniem)
- Marian Daszyk – poseł na Sejm Rzeczypospolitej Polskiej V kadencji (1981: technik mechanik o specjalności obróbka skrawaniem)
- Jan Ryniak – tenisista, hokeista, trener, sędzia hokejowy (1981: zawód kierowcy mechanika pojazdów samochodowych)
- Mariusz Szmyd – samorządowiec, wójt gminy Sanok (1983: absolwent Liceum Zawodowego przy ZSM z tytułem mechanika obróbki skrawaniem)
- Andrzej Ryniak – hokeista, stolarz (1985; zawód ślusarz spawacz, 1986: technik mechanik o specjalności obróbka skrawaniem)
- Tomasz Demkowicz – hokeista, trener (1988: zasadnicza szkoła zawodowa o specjalności mechanik pojazdów samochodowych)
- Wojciech Zubik – hokeista (1988: zasadnicza szkoła zawodowa o specjalności mechanik pojazdów samochodowych)
- Adam Milczanowski – hokeista (1988: zasadnicza szkoła zawodowa o specjalności ślusarz mechanik)
- Witold Latusek – działacz samorządowy i przedsiębiorca (1990; technik mechanik o specjalności obróbka skrawaniem)
- Piotr Lisowski – hokeista (1992, zasadnicza szkoła zawodowa o specjalności mechanik pojazdów samochodowych)
- Sebastian Niżnik – samorządowiec, starosta sanocki (1996: technik mechanik o specjalności naprawa i eksploatacja pojazdów samochodowych)[48]
- Damian Kurasz – muzyk, gitarzysta (1996: technik mechanik o specjalności naprawa i eksploatacja pojazdów samochodowych)
- Artur Szychowski – karateka, trener sportów walki (1997: zasadnicza szkoła zawodowa o specjalności elektromechanik pojazdów samochodowych)
- Bogusław Rąpała – hokeista (1999: zasadnicza szkoła zawodowa o specjalności mechanik pojazdów samochodowych)
- Robert Kustra – łyżwiarz szybki (2004: liceum ogólnokształcące o profilu ogólnym)
- Dawid Starejki – raper (2008)[potrzebny przypis]

## Odznaczenia
- Odznaka „Zasłużony dla Sanoka” (1978)[49]
- „Jubileuszowy Adres” (1984)[50]